# Oshima Koki
Koki Oshima (sinh ngày 30 tháng 5 năm 1996) là một cầu thủ bóng đá người Nhật Bản.

## Sự nghiệp câu lạc bộ
Koki Oshima đã từng chơi cho Kashiwa Reysol và Kataller Toyama.